# Menasalbas
Menasalbas és un municipi de la província de Toledo, a la comunitat autònoma de Castella la Manxa. Limita amb San Martín de Montalbán, La Puebla de Montalbán i Gálvez al nord, Cuerva i Las Ventas con Peña Aguilera a l'est, San Pablo de los Montes al sud i Hontanar i Navahermosa a l'oest.

## Demografia
| 1996  | 1998  | 1999  | 2000  | 2001  | 2002  | 2003  | 2004  | 2005  | 2006  |
| ----- | ----- | ----- | ----- | ----- | ----- | ----- | ----- | ----- | ----- |
| 2.987 | 2.978 | 2.955 | 2.971 | 3.008 | 2.986 | 2.996 | 2.987 | 3.017 | 3.206 |

## Administració
| Període      | Nom de l'alcalde/-essa      | Partit polític | Data de possessió |
| ------------ | --------------------------- | -------------- | ----------------- |
| 1979 - 1983  | José Azaña García           | UCD            | 19/04/1979        |
| 1983 - 1987  | Agapito Ruiz Fernández      | AP/PDP/UL      | 28/05/1983        |
| 1987 - 1991  | Agapito Ruiz Fernández      | PP             | 30/06/1987        |
| 1991 - 1995  | Eduardo Sánchez Escobar     | PP             | 15/06/1991        |
| 1995 - 1999  | Sagrario Bejerano Gutiérrez | PP             | 17/06/1995        |
| 1999 - 2003  | Sagrario Bejerano Gutiérrez | PP             | 03/07/1999        |
| 2003 - 2007  | Sagrario Bejerano Gutiérrez | PP             | 14/06/2003        |
| 2007 - 2011  | José María García Crespo    | PP             | 16/06/2007        |
| 2011 - 2015  | n/d                         | n/d            | 11/06/2011        |
| 2015 - 2019  | n/d                         | n/d            | 13/06/2015        |
| 2019 - 2023  | n/d                         | n/d            | 15/06/2019        |
| Des del 2023 | n/d                         | n/d            | 17/06/2023        |